# Ирако-палестинские отношения
Ирако-палестинские отношения — двусторонние дипломатические отношения между Ираком и частично признанным государством Палестиной, которое включает в себя две территории: Сектор Газа и Западный берег реки Иордан.

## История
Отношения между иракцами и палестинцами исторически близки, а во второй половине XX века Организация освобождения Палестины (ООП) поддерживалась иракской правящей партией Баас, а ООП оказывала помощь Ираку во время Войны в Персидском заливе. Государство Палестина имеет посольство в Багдаде и консульство в Эрбиле, но Ирак не имеет посольства в Палестине. В 1948 году Ирак объявил войну Израилю и с тех пор отношения между двумя государствами остаются враждебными. С тех пор Ирак решительно поддерживает борьбу палестинцев против Израиля. В 1967 году Ирак вновь вступил в войну против Израиля, а в 1973 году во время Войны Судного дня иракцы участвовали в боях против израильтян на стороне сирийских вооружённых сил.
Саддам Хусейн был широко почитаем в арабских странах за свою антиизраильскую позицию и поддержку ряда палестинских партизанских организаций, а во время второй Интифады Аль-Аксы Ирак оказал финансовую помощь семьям палестинцев, погибшим в боях с израильтянами (включая террористов-смертников). В 1981 году Израиль атаковал ядерный реактор Осирак из-за опасений, что Саддам Хусейн сможет использовать его для разработки ядерного оружия. 15 ноября 1988 года Ирак признал независимость Государства Палестина от Израиля. В 1991 году Ирак выпустил 39 ракет «Скад» по Израилю после начала Войны в Персидском заливе. Однако, Израиль не ответил на этот удар и никаких дальнейших провокаций с обеих сторон не предпринималось.
Со слов британского писателя Найджела Эштона, премьер-министр Израиля Ицхак Рабин направлял письмо Саддаму Хусейну через короля Иордании Хусейна ибн Талала, в котором он предлагал провести двустороннюю встречу. Ицхак Рабин считал, что мирное соглашение с Ираком может улучшить отношения в том числе с Ираном и Сирией. 4 ноября 1995 года Ицхак Рабин был убит и контакты между Ираком и Израилем прекратились. Ранее, в 1992 году Ицхак Рабин руководил специальной операций по ликвидации Саддама Хусейна силами Сайерет Маткаль, но план окончился провалом.
В 2004 году премьер-министр Ирака Айяд Аллауи заявил, что Ирак не планирует налаживать отношения с Израилем. В 2008—2009 годах израильтяне проводили Операцию «Литой свинец», направленную против радикального движения ХАМАС в Секторе Газа. Иракское правительство осуждало военные действия Израиля и требовало прекращения кампании, в связи с тем, что жизнь гражданских лиц подвергалась опасности, а также просило международное сообщество вмешаться для прекращения войны. Иракская партия Дава и премьер-министр Нури аль-Малики призывали исламские страны разорвать отношения с Израилем и прекратить с ним все секретные и публичные переговоры. Иракский шиитский лидер Али Систани призвал к решительным действиям арабские и мусульманские государства для прекращения израильских нападений на Сектор Газа. Али Систани заявил, что поддержка палестинцев только словами бессмысленна, учитывая ту ситуацию, в которой они находятся. В 2010 году после конфликта у берегов Газы депутат правительства Ирака Хайраллах аль-Басри осудил израильские действия против палестинцев и назвал это новой гуманитарной катастрофой, а также нарушением прав человека и нарушением международных конвенций.
1 июля 2012 года премьер-министр Ирака Нури аль-Малики заявил, что Ирак установит дипломатические отношения со всеми суверенными государствами-членами Организации Объединённых Наций, кроме Израиля. Он сказал, что Ирак не дискриминирует какую-либо страну, но отвергает идею установления каких-либо культурных, экономических, военных или политических связей с еврейским государством. В ноябре 2012 года началась израильская военная операция в Секторе Газа «Облачный столп», иракский представитель в Лиге арабских государств призвал арабские страны прекратить поставки нефти с целью оказания  давления на Соединённые Штаты Америки и союзников Израиля.